# 馬惠迪
马惠迪（12世纪—1190年），字吉甫，金朝官员。大兴府漷阴县（今北京市通州区东南漷县镇）人，金世宗时参知政事。

## 生平
完颜亮天德三年（1151年），登进士第，调为昌邑令，察廉正第一，补尚书省令史。金世宗即位，大定初年，出为西京（今山西省大同市）留守判官，政绩卓著，擢升为同知崇义军节度事，官至左司郎中。马惠迪奏对明敏，世宗喜欢他“聪明而朴实”，由左司郎中超授御史中丞。大定二十六年（1186年），拜为参知政事。乌底改人叛金，世宗遣军征讨，他谏阻世宗出征兀的改人。后为昭义军节度使。金章宗明昌元年（1190年）魏子平出任南京留守，致仕，不久去世。

## 延伸阅读
[在维基数据编辑]
 《金史·卷95》，出自脱脱《遼史》